# وادیم یفتوشنکو
وادیم یفتوشنکو (اوکراینی: Вадим Анатолійович Євтушенко؛ زادهٔ ۱ ژانویهٔ ۱۹۵۸) بازیکن سابق شوروی و مربی فوتبال اهل اوکراین است.
از باشگاه‌هایی که در آن بازی کرده‌است می‌توان به باشگاه فوتبال سیریوس، باشگاه فوتبال ای‌آی‌کی، باشگاه فوتبال دنیپرو، و باشگاه فوتبال دینامو کی‌یف اشاره کرد.
وی همچنین در تیم ملی فوتبال شوروی بازی کرده‌است.